# 李传成
李传成（Lee Tsuen Seng，1979年4月26日—），前马来西亚国家羽毛球队队員，代表过马来西亚第三男单争夺汤姆斯杯。他在2002年广州汤姆斯杯決赛时，爆冷击败印尼名將陶菲克，但马来西亚还是以二比三不敌印尼，只获得银牌。李传成後來因为成绩不理想，在2006年退出了国家队。

## 成绩
- 2001年荷兰羽毛球公开赛男单冠军
- 2001年瑞士羽毛球公开赛男单亚军
- 2002年汤姆斯杯亚军
- 2002年荷兰羽毛球公开赛男单亚军
- 2004年马来西亚羽毛球卫星赛男单亚军
- 2006年新西兰羽毛球公开赛男单亚军
- 2007年美国羽毛球公开赛男单冠军
- 2007年新西兰羽毛球公开赛男单冠军
- 2008年澳大利亚羽毛球公开赛男单冠军
- 2008年新西兰羽毛球公开赛男单冠军